# Montzenroute
De Montzenroute of Montzenlijn is een belangrijke route voor goederentreinen tussen de haven van Antwerpen en Aken in Duitsland, via Aarschot, Hasselt, de Voerstreek en Montzen. De spoorroute bereikt zijn hoogste punt in de tunnel van Gemmenich (ongeveer 260 meter). In de aanloop hiernaar bevat dit onderdeel, spoorlijn 24, enkele steile hellingen. Als gevolg van deze hellingen kon een locomotief eerder hoogstens 1100 ton trekken; tussen Montzen en Aken moest men zelfs een extra locomotief inzetten om het geheel over de hellingen te krijgen. Vanaf circa 2010 worden de diensten verzekerd door locomotieven van het type TRAXX, die wel zwaardere treinen kunnen trekken.
De buiten gebruik geraakte IJzeren Rijn heeft een veel vlakker tracé waardoor goederentreinen met een lading tot 1800 ton mogelijk zijn. Vergeleken met de IJzeren Rijn is de Montzenroute 50 km langer. Desalniettemin wordt de Montzenroute al meer dan een eeuw geprefereerd boven de IJzeren Rijn.

## Geschiedenis
Tijdens de Eerste Wereldoorlog behield Nederland zijn neutraliteit waardoor het internationale treinverkeer tussen Duitsland en België via Nederland weliswaar niet geheel werd stopgezet maar toch beperkt. Wegens de neutraliteit kon bijvoorbeeld geen transport van wapens of legereenheden door Nederland gebeuren. Duitsland, dat België had bezet, bouwde een alternatieve verbinding ten zuiden van Limburg via de Voerstreek, die op 15 februari 1917 voor militair verkeer kon worden geopend. Vanaf 9 oktober 1917 vond er ook reizigersverkeer plaats op lijn 24. De steile hellingen bevinden zich rondom Montzen, waaraan de lijn haar naam te danken heeft.
Na de Eerste Wereldoorlog werd deze lijn bijna uitsluitend gebruikt voor het vervoer van goederen. De heropening van de IJzeren Rijn na 1918 bracht hierin geen verandering. België gaf de voorkeur aan de Montzenroute, die voorzag in een rechtstreekse verbinding zonder dat Nederlands grondgebied werd doorkruist. Deze route was weliswaar langer en had grotere hoogteverschillen, maar het passeren van slechts een nationale grens scheelde onderaan de streep tijd en geld, door het wegvallen van Nederlandse goederencontrole en douaneheffingen.
Het gevolg was een afnemend gebruik van de IJzeren Rijn. Na de Tweede Wereldoorlog nam het gebruik verder af ten voordele van de Montzenroute. Afgezien van incidentele militaire transporten met Britse soldaten op verlof, maakten doorgaande passagierstreinen er geen gebruik meer van. Wat goederenvervoer betreft, waren het in de jaren ’50 en ’60 (in tegenstelling tot vandaag de dag) juist Nederland en Duitsland die erop aandrongen de IJzeren Rijn te reactiveren. Om die reden werd in 1954 zelfs een trilateraal congres georganiseerd in Roermond. België echter wilde hieraan niet meewerken omdat het de Montzenroute wilde blijven gebruiken. Deze situatie bleef ongeveer 20 jaar van kracht.
Reizigersverkeer was er na de Tweede Wereldoorlog alleen nog op het baanvak Wezet - Montzen. Op 2 juni 1957 kwam hier ook een eind aan.
Tussen 1970 en 1973 maakten autotreinen voor Opel gebruik van de IJzeren Rijn, terwijl vanaf 1977 een korte opleving kon worden geconstateerd toen de tunnels in de Montzenroute moesten worden aangepast. Nadat deze lijn in 1991 was gemoderniseerd werd het vervoer echter direct weer over de Montzenroute geleid en kwam elk treinverkeer over de IJzeren Rijn van België naar Duitsland tot stilstand. Vanaf dat moment werden delen van het traject van de IJzeren Rijn volledig buiten gebruik gesteld.

## Traject
Vanuit de Haven van Antwerpen volgt de trein achtereenvolgens volgende spoorlijnen:
- spoorlijn 11 (Haven van Antwerpen)
- spoorlijn 27A (Haven van Antwerpen - Berchem)
- spoorlijn 15 (Berchem - Lier)
- spoorlijn 16 (Lier - Aarschot)
- spoorlijn 35 (Aarschot - Hasselt)
- spoorlijn 34 (Hasselt - Glaaien)
- spoorlijn 24 en Duitse spoorlijn 2552 (Glaaien - Montzen - Duitse grens - Aken West)

Om de bijna dichtgeslibde bottleneck bij Berchem te omzeilen, zijn er plannen voor een tweede spoortoegang vanuit de Haven van Antwerpen, langs Ekeren, Merksem, Schoten, Wijnegem, Wommelgem en Ranst naar Lier om daar op de bestaande spoorlijn 16 aan te sluiten. Dit traject zou tussen Schoten en Ranst ondergronds uitgevoerd worden om de hinder aan de omwonenden tot een minimum te beperken.

## Elektrificatie
Eind 2007 is men begonnen met de elektrificatie van de Montzenlijn tussen de Gemmenichertunnel en het station van Montzen. Sinds 2008 is de Montzenroute volledig geëlektrificeerd. Op dit deel worden zware goederentreinen de steile heuvel tussen Aachen-West en Gemmenich opgeduwd door elektrische locomotieven.
Op het Belgische deel is de Montzenroute tot het goederenstation van Montzen voorzien van bovenleiding. Gekozen is om de Duitse bovenleiding door te trekken tot met voorbij het Viaduct van Moresnet, waar een spanningssluis is gelegd als scheiding tussen de Duitse en Belgische bovenleidingsspanning. Op 14 december 2008 is de elektrificatie voltooid en in dienst gesteld.

## Recente ontwikkelingen
Door de steile hellingen is het moeilijker lange en zware treinen te laten rijden. Onder meer daarom verzocht België de 50 km kortere IJzeren Rijn te reactiveren. De reistijd via de IJzeren Rijn is drie uur korter dan via de Montzenroute.
Opmerkelijk is het werkbezoek dat de Nederlandse toenmalig minister Tineke Netelenbos van Verkeer en Waterstaat aan de gemeente Plombières bracht ter voorbereiding van de besluitvorming rondom het reactiveren van de IJzeren Rijn. De herstelkosten voor dit traject werden geraamd op ƒ 475 miljoen (€ 216 miljoen). Voor het tracé nabij de steile hellingen was slechts 1% (€ 2,2 miljoen) daarvan nodig om het spoor te moderniseren.
Op 15 maart 2007 reed opnieuw een Belgische goederentrein over de IJzeren Rijn vanuit Antwerpen naar Duisburg.
Op 11 mei 2007 werd bekend dat de Waalse regering gekant is tegen de heropening van de IJzeren Rijn. Dit zou volgens hen ten koste gaan van de Montzenlijn en de werkgelegenheid in Luik.
In april 2022 kondigde het directoraat-generaal Mobiliteit en Vervoer van de Europese Commissie aan dat Infrabel vijf miljoen euro uit het "EU Military Mobility Fund" ontvangt voor de aanleg van vier lange sporen in de vormingsbundel van Montzen voor 740 meter lange treinen tussen de Antwerpse haven en de Duitse grens te kunnen laten samenstellen, temporiseren en rijden. Het project zal de infrastructuur voor militaire en civiele doeleinden verbeteren, zowel voor regulier vrachtvervoer als ook voor transport van zwaar militair materieel. De toekenning gebeurde in het licht van de Russische invasie in Oekraïne.

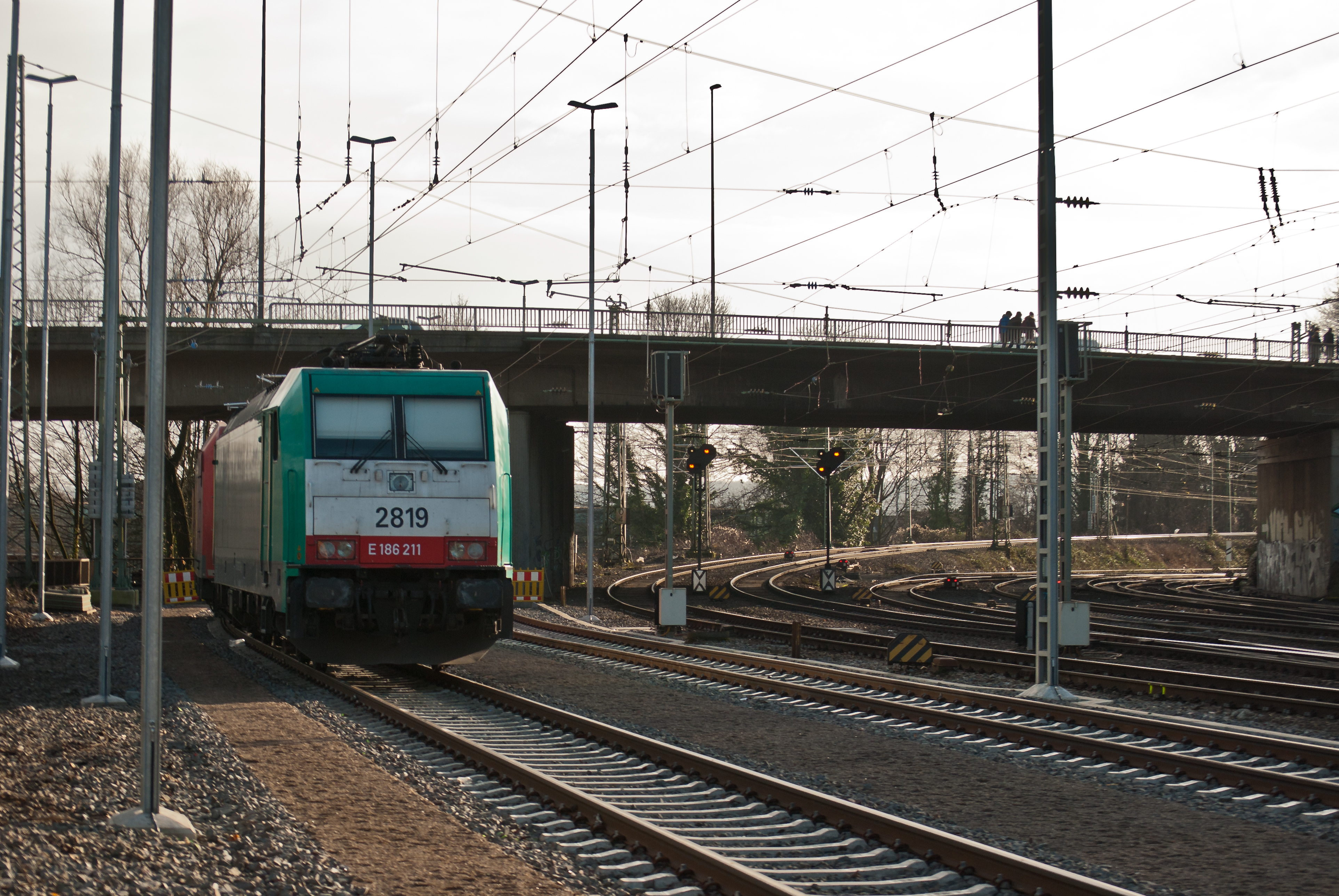
Begin van de Montzenroute in Station Aachen West
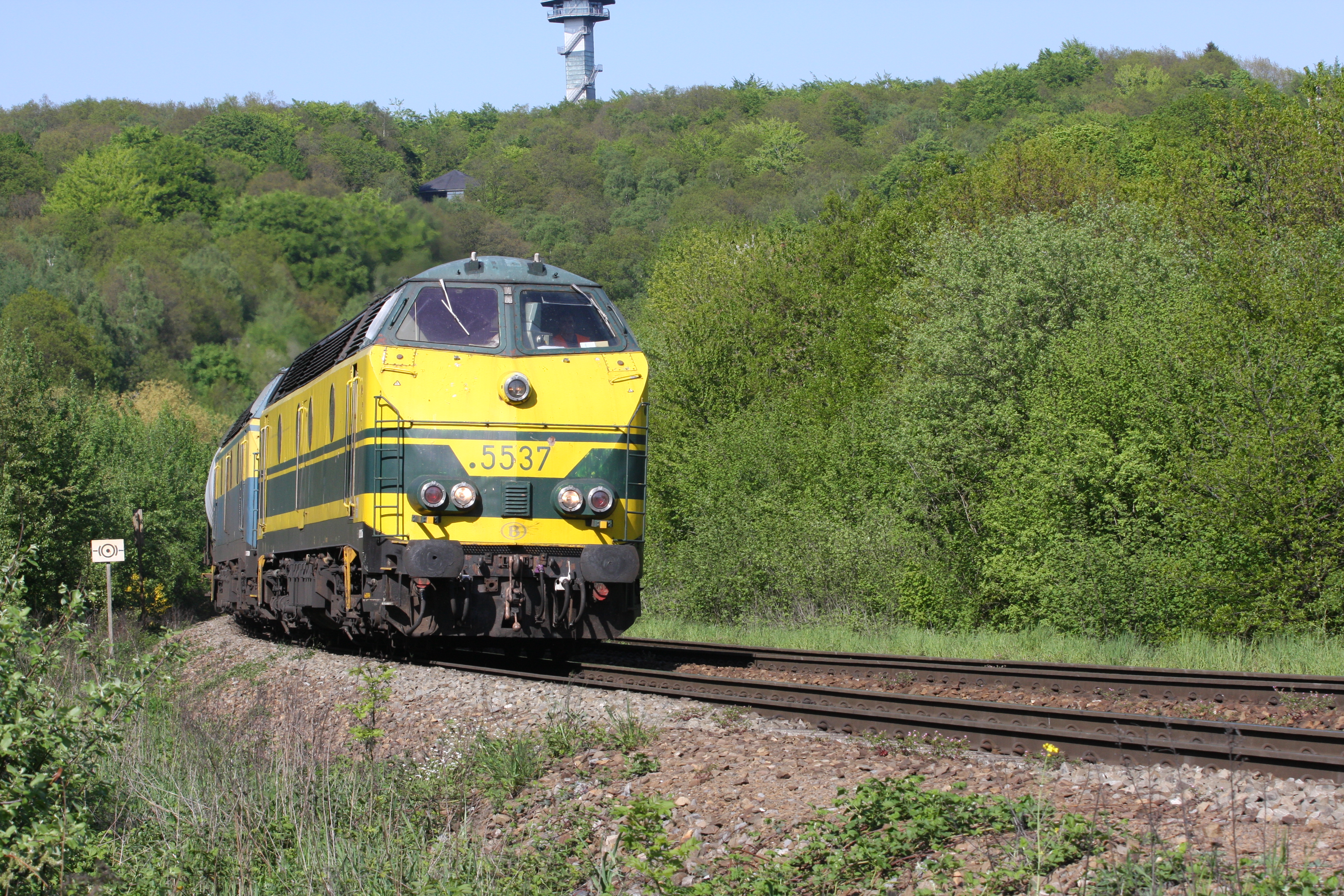
Goederentrein op de Montzenroute. Op de achtergrond de uitkijktoren op het Drielandenpunt
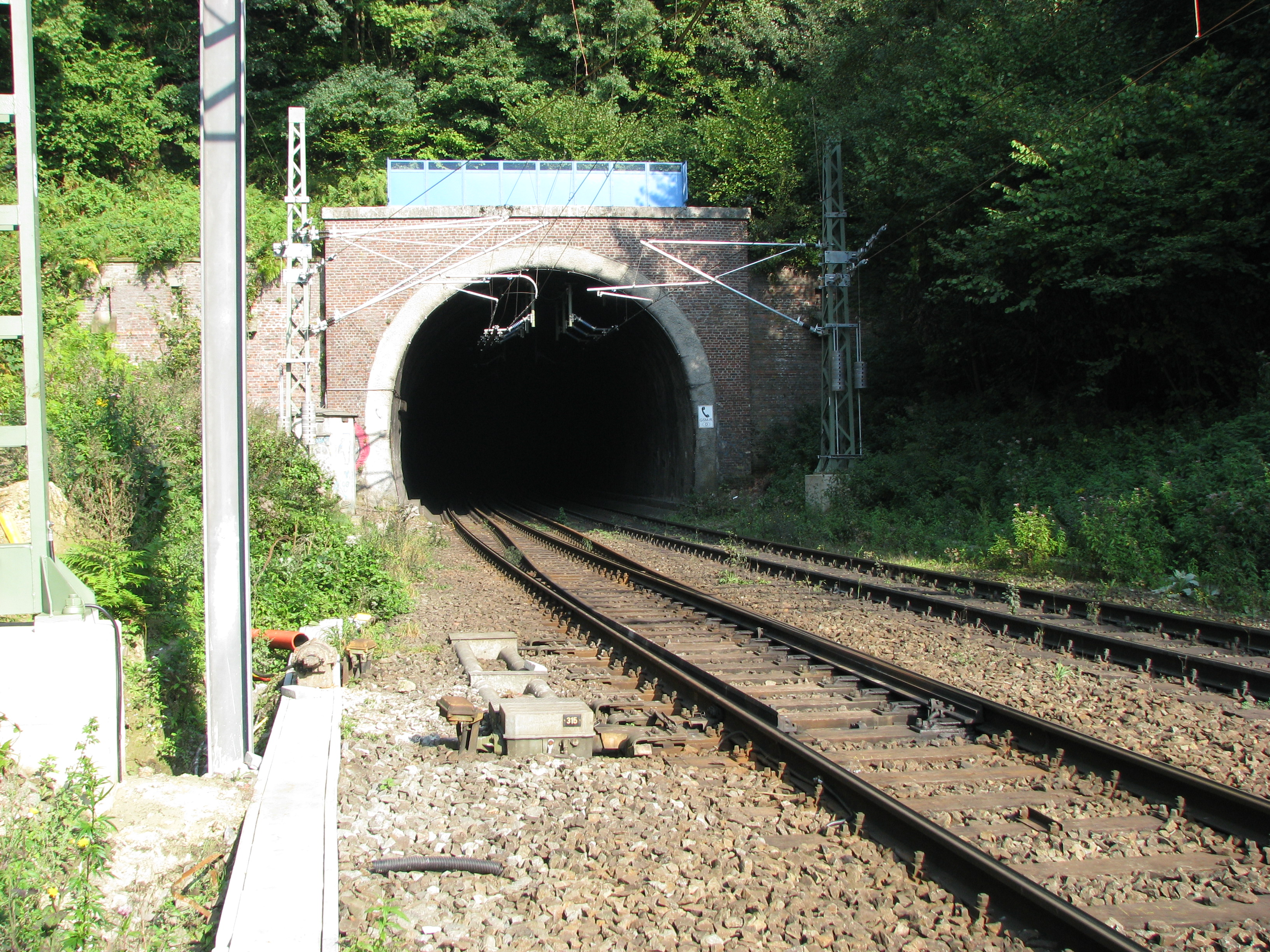
Tunnel van Gemmenich